# Conrad Berg
Pour les articles homonymes, voir Berg.
Konrad-Mathias Berg, né à Colmar le 27 avril 1785 et mort le 13 décembre 1852, est un compositeur, écrivain sur la musique et professeur de piano alsacien.

## Biographie
Après avoir appris la musique et le violon dans sa ville natale, il passe les années 1804 et 1805 à Mannheim où il reçoit des leçons de Ferdinand Fränzl pour cet instrument. Quoique son père l'eût destiné à être violoniste, Berg a toujours préféré le piano. Il se rend à Paris et entre au Conservatoire où il passe les années 1806-1807. Selon d'autres sources, Conrad Berg est admis mais n'y entre pas. Après un séjour de quelques années en Allemagne, il vient s'établir à Strasbourg, en 1808 où il enseigne la musique, il se fait connaître aussi comme compositeur, comme écrivain et critique musical. Il a écrit des œuvres pour piano (trois concertos, sonates, variations, dix trios avec piano, etc., des morceaux à quatre mains), quatre quatuors pour cordes.
Berg a fondé en 1832 la Société pour les artistes émérites et infirmes.

## Œuvres
- « Trois grands trios pour le piano forte, violon et violoncelle : op. 20., n°8 », 1819 (consulté le 9 mars 2018).

- Conrad Berg, Aperçu historique sur l'état de la musique à Strasbourg pendant les cinquante dernières années, Strasbourg, Vve Levrault, 1840 (lire en ligne)
- (de) Berg, Konrad-Mathias, Stern, Théophile, Choralbuch zum Gebrauch der evangelischen Gemeinden Frankreichs : 88 cantiques harmonisés, Strasbourg, 1851, 88 p. (lire en ligne)